# Monti della Moma
I Monti della Moma (in russo Момский хребет, Momskij chrebet) sono una catena montuosa della Russia siberiana orientale, compresa totalmente entro il territorio della Repubblica Autonoma della Sacha-Jacuzia.
Sono una catena parallela ad est al sistema dei monti Čerskij, lungo il medio corso dell'Indigirka. Si allungano per 470 km in direzione nord-ovest/sud-est; la valle del Moma e del Selennjach li divide dalla catena degli Ulachan-Čistaj (che fanno parte dei Čerskij) e culminano a una quota di 2 533 metri. Prevalgono i rilievi di tipo alpino, sono presenti boschi di larice, boschetti di pino nano siberiano, oltre i 1 500 m la tundra di montagna.